# Elizabeth Fry

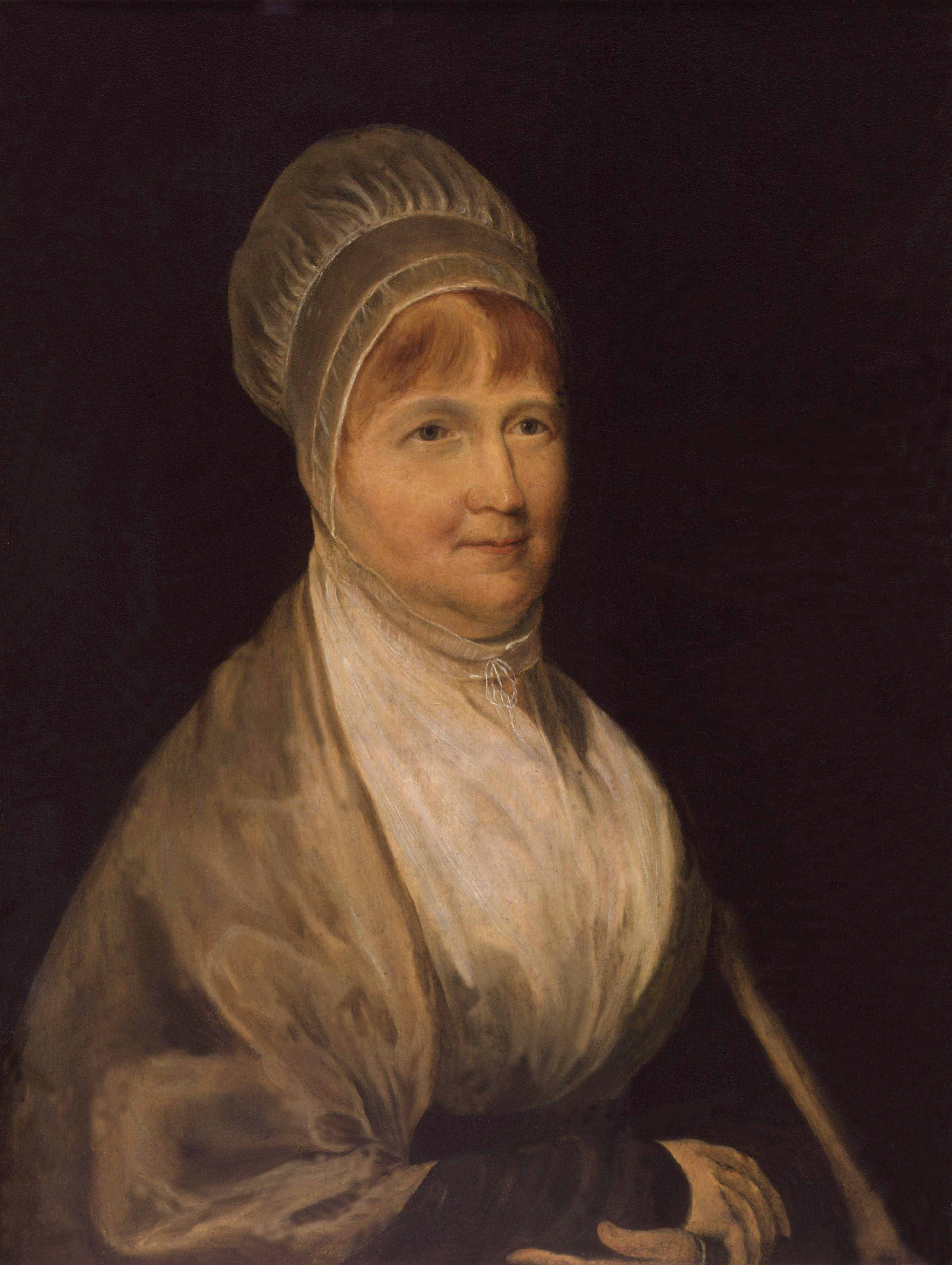
Elizabeth Fry

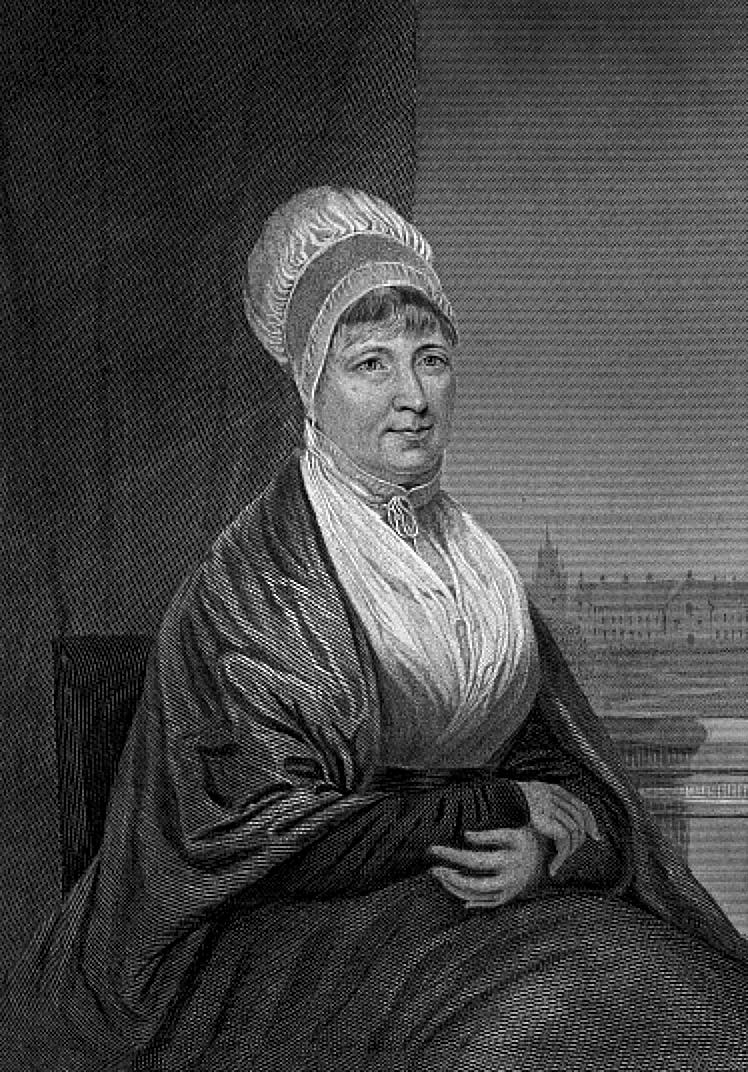
Elizabeth Fry

Elizabeth Fry, nazwisko rodowe Gurney (ur. 21 maja 1780, zm. 12 października 1845 w Londynie) – angielska działaczka społeczna, reformatorka więziennictwa (głównie dla kobiet), założycielka Instytutu Pielęgniarek. Czołowa przedstawicielka ewangelikalnego nurtu Religijnego Towarzystwa Przyjaciół (kwakrzy).

## Życiorys
Zajmowała się nauczaniem dzieci za środowisk zaniedbanych i przestępczych (m.in. pomagała w tym Józefowi Lancasterowi). Od 1813 jej działalność związana była z więzieniem dla kobiet Newgate w Londynie. Przyczyniła się do poprawy warunków w jakich izolowano kobiety, wprowadzenia kobiecego nadzoru i uruchomienia warsztatów pracy dla osadzonych. Zorganizowała opiekę dla dzieci, których matki znalazły się w więzieniu. Powołała także Kobiecy Komitet Pomocy Więźniarkom Newgate. Jej działania doprowadziły również do poprawy warunków w Kolonii Karnej w Australii. 
Była jedną z współzałożycielek schroniska dla bezdomnych w Londynie oraz towarzystwa dobroczynności w Brighton.
W 1840 dzięki jej staraniom powstał Londyński Instytut Pielęgniarek. Znalazło się w nim 20 pielęgniarek, dla których zorganizowała szkolenie w instytucjach medycznych, roczne uposażenie i opiekę na starość. W 1851 uczyła się tam Florence Nightingale, z którą w 1854 kilka absolwentek udało się na Krym. Instytut funkcjonuje nadal.